# 란 (영화)
《란》(亂)은 1985년에 개봉된 일본과 프랑스의 합작 영화이다. 구로사와 아키라가 감독을 맡았다.
가공의 센고쿠 시대 장수 이치몬지 히데토라를 주인공으로 그의 만년에 세 명의 아들과 불화, 형제 간의 불화를 그린 작품이다. 이야기는 윌리엄 셰익스피어의 비극 《리어왕》과 모리 모토나리의 일화 〈세 자루의 화살〉을 골격으로 하고있다
구로사와 아키라의 27번째 감독 작품이자 구로사와가 제작한 마지막 시대극이다. 구로사와는 이 작품을 자신의 '일생의 사업'이자 '인류에게 보내는 유언'이라고 말했다.

## 줄거리
강력하지만 나이든 군벌 히데토라 이치몬지는 자신의 왕국을 세 아들 타로, 지로, 사부로에게 나누어주기로 결정한다. 장남 타로는 명성 높은 제1성과 이치몬지 가문의 우두머리 자리를 차지하게 되며, 지로와 사부로는 제2성 및 제3성을 받는다. 히데토라는 대영주의 칭호를 유지하고 지로와 사부로는 타로를 지원하게 되어 있다. 그러나 사부로는 통일에 대한 아버지의 강의를 비판한 후 추방당한다. 히데토라의 가신 탄고 또한 사부로를 변호하다가 추방된다.
히데토라의 영지가 남은 두 아들 사이에 분할된 후, 타로의 아내인 카에데 부인은 히데토라가 자신의 가족을 죽이고 영지를 빼앗은 것에 여전히 분개하여, 그가 이치몬지 가문 전체의 통치권을 찬탈하도록 성공적으로 종용한다. 타로가 히데토라에게 칭호를 포기하라고 요구하자 히데토라는 떠나 지로의 성으로 향하지만, 지로는 히데토라를 명목상의 허수아비로만 이용하려 한다는 것을 알게 된다. 히데토라와 그의 수행원들이 헤매는 동안 탄고는 히데토라에게 타로의 새로운 칙령, 즉 아버지를 돕는 자는 누구든지 죽음이라는 것을 경고한다. 히데토라는 사부로의 군대(그를 따라 망명한)가 버리고 타로의 장군 오구라가 점령한 제3성으로 피신할 계획을 세운다. 히데토라는 오구라를 쉽게 제압할 수 있다고 생각하지만, 궁정 광대 쿄아미는 히데토라의 곤경을 농담으로 삼고, 히데토라는 두려우면 뒤에 있으라고 소리친다. 쿄아미와 탄고는 밖에 머무르고 히데토라와 나머지 수행원들은 비어있는 제3성으로 피신한다.
나중에 히데토라와 그의 수행원들은 타로와 지로의 연합군에게 공격당한다. 타로의 부하들은 히데토라를 방심하게 하고 매복 공격하기 위해 성을 "버렸던" 것이다. 타로는 지로의 장군 쿠로가네가 쏜 총탄에 맞아 죽는다. 히데토라의 모든 수행원들은 죽거나 의식적인 자살을 행한다. 히데토라는 살아남게 되지만, 파괴된 성을 헤매다 광기에 사로잡힌다. 여전히 히데토라에게 충성하는 쿄아미와 탄고는 그를 찾아 돕기 위해 머무른다. 히데토라는 과거에 자신이 죽였던 사람들의 환영에 시달린다. 그들은 한 농부의 집으로 피신하지만, 그곳에 사는 사람이 지로의 아내 스에 부인의 오빠인 츠루마루라는 것을 알게 된다. 츠루마루의 눈은 히데토라의 군대에 의해 뽑혔고, 히데토라의 공성전으로 인해 그는 가난해졌다. 타로가 죽자 지로는 이치몬지 가문의 대영주가 되어 제1성으로 입성한다. 카에데 부인은 지로를 조종하여 자신과 불륜을 저지르게 하고, 스에 부인을 죽이고 자신과 결혼할 것을 요구한다. 지로는 쿠로가네에게 그 일을 명령하지만, 쿠로가네는 카에데의 간악함을 꿰뚫어 보고 거부한다. 쿠로가네는 스에와 츠루마루에게 도망치라고 경고한다. 탄고는 옛 스파이들을 만나 그들을 죽이기 전에 지로가 히데토라를 암살하려 한다는 정보를 얻는다. 탄고는 사부로에게 경고하기 위해 말을 타고 떠난다. 히데토라의 광기가 깊어지자 그는 화산 평원으로 도망친다.
사부로의 군대가 히데토라를 찾기 위해 지로의 영지로 진입하자 지로는 급히 군대를 동원한다. 휴전 후, 사부로는 쿄아미로부터 히데토라의 예상 위치를 알게 된다. 사부로가 떠난 후, 지로는 사부로의 소규모 병력을 공격하여 손실을 입고, 다른 군대가 제1성으로 진격한다는 소식을 듣고 남은 병력에게 퇴각을 명령한다. 사부로는 히데토라를 찾아내고, 히데토라는 부분적으로 정신을 회복하여 사부로와 화해한다. 그러나 사부로는 지로의 저격수에 의해 죽임을 당한다. 히데토라는 슬픔으로 죽는다. 츠루마루와 스에는 성의 폐허에 도착하지만, 스에가 그에게 주었던 피리를 무심코 두고 간다. 스에는 그에게 보호를 위해 아미타불 그림을 주고 피리를 찾으러 가지만, 결코 돌아오지 않는다.
제1성이 포위되자 쿠로가네는 스에의 죽음을 알게 되고 카에데와 대치한다. 그녀가 자신의 계략이 이치몬지 가문 전체에 대한 복수였다고 고백하자, 그녀는 쿠로가네에게 죽임을 당한다. 지로, 쿠로가네, 그리고 지로의 모든 부하들은 이어서 전투에서 죽는다. 사부로와 히데토라를 위한 장례 행렬이 열린다. 한편, 성의 폐허에 홀로 남겨진 츠루마루는 넘어져 스에가 자신에게 주었던 아미타불 그림을 떨어뜨린다. 영화는 폐허 위의 성 풍경을 배경으로 실루엣으로 나타난 츠루마루의 먼 모습으로 끝난다.

## 출연

### 주연
- 나카다이 타츠야

### 조연
- 테라오 아키라
- 네즈 진파치
- 류 다이스케
- 하라다 미에코
- 미야자키 요시코
- 유이 마사유키
- 카토 카즈오
- 피터
- 우에키 히토시
- 타자키 준
- 마츠이 노리오
- 이가와 히사시
- 코다마 켄지
- 이토 토시야
- 카토 타케시
- 노무라 만사이

## 기타
- 원작자: 윌리엄 셰익스피어
- 미술: 무라키 시노부
- 미술: 무라키 요시로
- 의상: 와다 에미